# Tramway de Sablonnières à Bray-sur-Seine
Le tramway de Sablonnières à Bray-sur-Seine, aussi appelé le bricolo, est une ligne de chemin de fer secondaire, exploitée de 1903 à 1954 par la Société générale des chemins de fer économiques (SE), dont elle constitue la dernière ligne construite du réseau de Seine-et-Marne.
Elle reliait Bray-sur-Seine à Sablonnières. Construite à voie métrique en plusieurs étapes, sa longueur était de 88 km.
Elle connaît une hausse de fréquentation jusqu'en 1914, la guerre désorganisant ensuite le trafic. Entre les deux guerres, la concurrence routière entraine la baisse du trafic de voyageurs. La ligne voit alors sa rentabilité décliner, et n'est à terme utilisée que par l'industrie sucrière.
Contrairement aux autres lignes du réseau, cette ligne ne fermera pas totalement au trafic de marchandises en 1950, mais poursuivra son activité sucrière jusqu'en 1965 avant sa fermeture et son démantèlement.

## Histoire

### Projet de la ligne

#### Vœu de La Croix-en-Brie

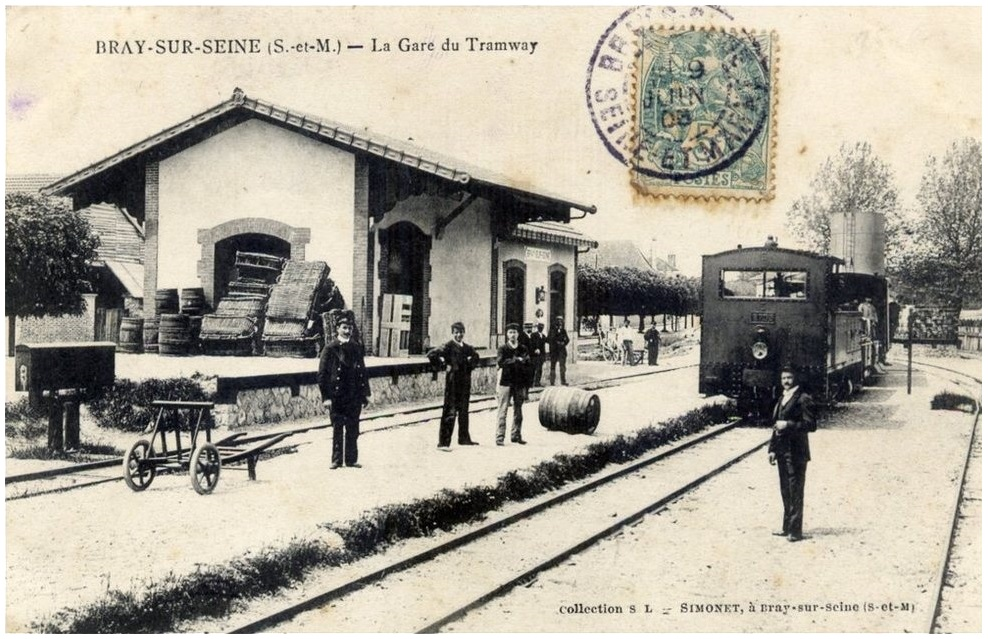
Station de Bray-sur-Seine au début du XXe siècle.

Au XIXe siècle, de nombreuses communes de Seine-et-Marne désirent être desservies par le chemin de fer. Le 22 mars 1866, le village de La Croix-en-Brie, après avoir lu la lettre du préfet traitant d'une ligne d'intérêt local allant de Fontainebleau à  La Ferté-sous-Jouarre via Nangis, estima qu'il était dans l’intérêt de la commune d'approuver le projet qui ne verra cependant jamais le jour.
La commune fait une tentative le 15 mai 1881, sur la proposition du maire, pour un projet d'une ligne passant sur son territoire. Faisant suite au projet de voie ferrée allant de Nangis à Bray-sur-Seine prévu depuis longtemps, elle propose un tracé passant par La Croix-en-Brie, Jouy-le-Châtel, Beton-Bazoches, Choisy-en-Brie et Saint-Siméon, pouvant même être prolongé à plus long terme jusqu'à Nogent-l'Artaud par Rebais. En attendant, le maire signe une convention avec M. Cornet-Corneille, entrepreneur de voitures publiques à Nangis, pour l'établissement d'un omnibus allant de la gare de Nangis à La Croix-en-Brie, moyennant une subvention de 200 francs, les samedi, dimanche et lundi.

#### Conflit entre les communes

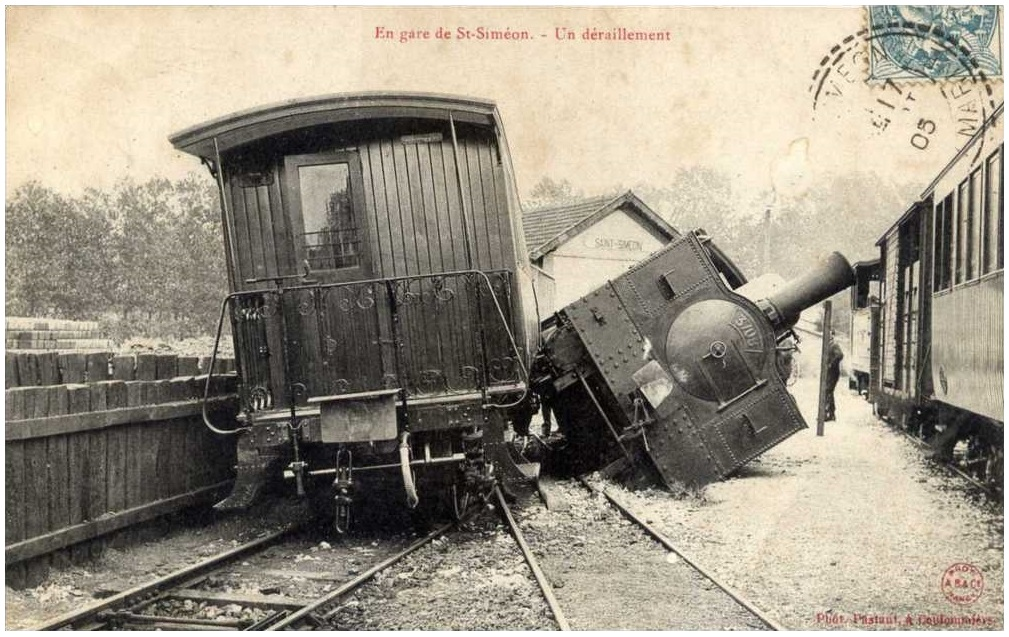
Collision en gare de Saint-Siméon avant 1907.

Le projet de ligne allant de Saint-Siméon à Bray se paracheva, mais un important conflit opposa La Croix-en-Brie avec Gastins, distants de six kilomètres, au sujet du tracé.
Constatant que le rapport du Conseil général ne mentionnait pas les communes desservies entre Saint-Siméon et Nangis, la commune de Gastins prit les devants et en février 1893, entendant dire que le tracé entre La Croix-en-Brie et Saint-Just-en-Brie était à l'étude, démontra que si la ligne suivait le parcours Clos-Fontaine - Gastins - Pécy - Jouy, le tracé ne serait pas plus long, la population desservie serait plus importante et le double de marchandises serait transporté. En mai 1893, le conseil municipal de La Croix-en-Brie contre-attaqua en donnant les pleins pouvoirs à son maire pour « combattre administrativement » le tracé de Gastins en exposant les avantages de son propre tracé. Le rapport de force entre les deux communes continua par la suite mais en 1895, le département se rangea du côté de La Croix-en-Brie et adopta le premier tracé.
Gastins estima qu'il n'y avait pas de « raisons sérieuses » à l'adoption de ce projet. Elle obtiendra cependant le rail sur son territoire en 1941, mais uniquement pour le transport de betteraves. À partir de ce moment-là, les travaux purent commencer.

#### Travaux de la ligne

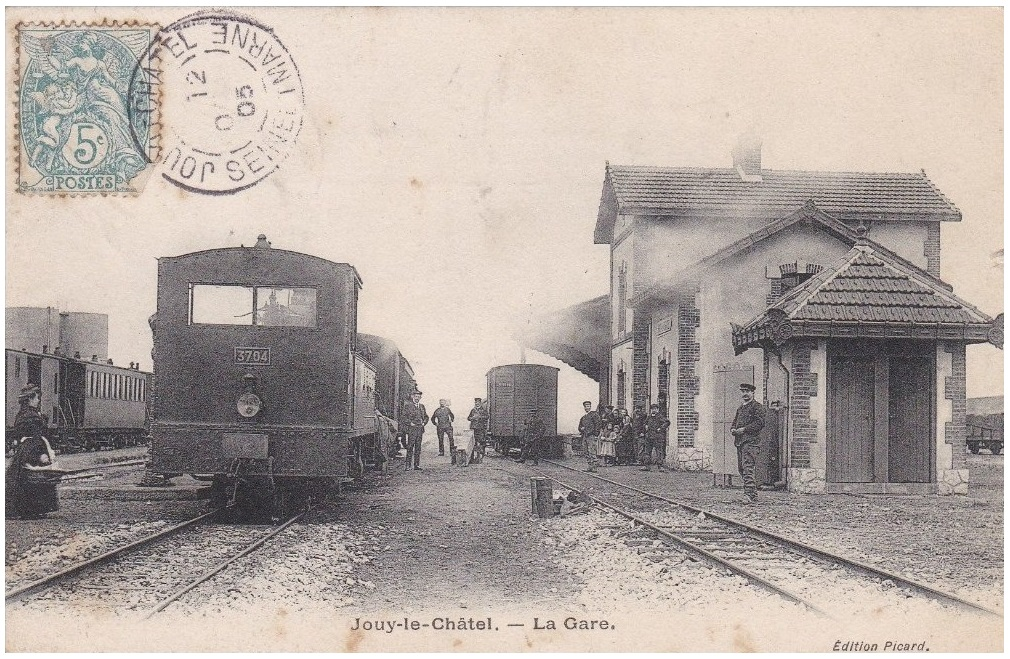
Gare de Jouy-le-Châtel au début du XXe siècle.

La direction du chantier est confiée à M. Heude, ingénieur en chef de 1re classe des ponts et chaussées à Melun qui avait été détaché pour toute la durée des travaux. Le contrôle des sections de Marles à Jouy et de Sablonnières à Bray est confié à M. Arnaud, ingénieur ordinaire de 2e classe.
Des appels d'offres pour l'attribution de plusieurs lots sont lancés. La construction des bâtiments de la ligne est attribuée à M. Bouché fils, de Nangis. Les terrassements, le ballastage et la pose des voies de Jouy à Bray sont confiés à l'entreprise Cordier de Verneuil-l'Étang, de Jouy à Saint-Siméon à l'entreprise Dequeker frères de Paris et de Saint-Siméon à Sablonnières à l'entreprise Bougain de Mâcon.
Les travaux de l'entreprise Cordier débutent avec du retard en direction de Nangis, que le rail atteint en septembre 1902 puis en direction de Bray atteint en novembre 1904. Les travaux de l'entreprise Dequeker au départ de Jouy permettent d'atteindre Beton-Bazoches en février 1902, puis Saint-Siméon en février 1903. La section de Saint-Siméon à Sablonnières, quant à elle, est achevée seulement en novembre 1904.

### Ouverture de la ligne

#### Retards d'ouverture

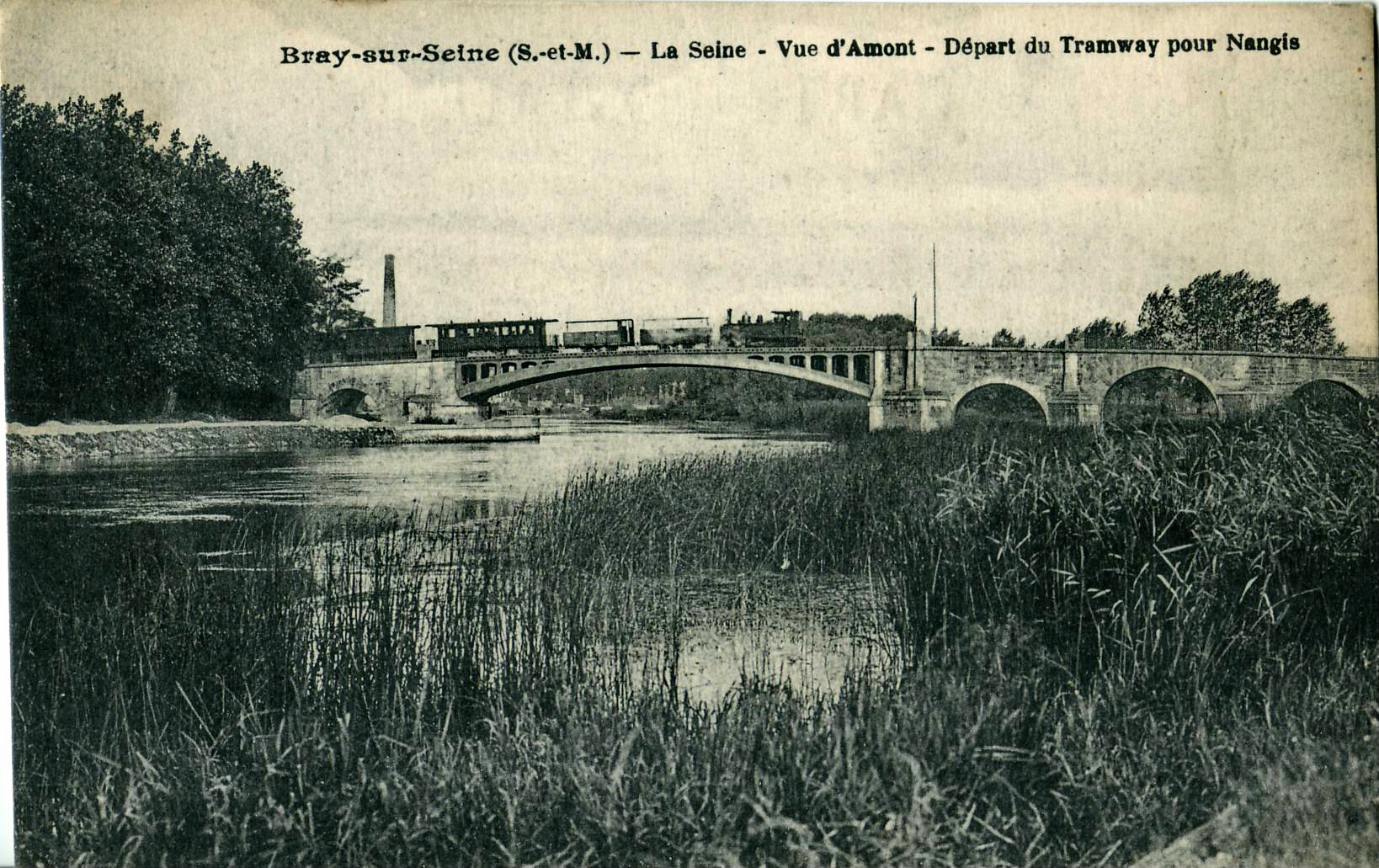
La Seine - Vue d'Amont - Départ du Tramway pour Nangis à Bray-sur-Seine.

Le tronçon de Jouy-le-Châtel à Beton-Bazoches s'achève rapidement et, sans attendre la fin des travaux jusqu'à Saint-Siméon, la compagnie demande l'ouverture au trafic de cette partie le 29 mai 1902 ; elle demande également l'installation sur ce terminus temporaire d'une plaque tournante, d'une remise de machines et d'une grue hydraulique. Le département refuse préférant attendre la fin des travaux jusqu'à Saint-Siméon pour débuter l'exploitation.
Une tournée de reconnaissance est mise en place sur chaque section avec des voitures, prêtées par la Société générale des chemins de fer économiques et tractées par des locomotives, servant au transport du ballast, des rails et des traverses. Les tournées se déroulent le 27 septembre 1902 de Nangis à Jouy, le 16 février 1903 de Saint-Siméon à Jouy, le 13 novembre 1903 de Saint-Siméon à Sablonnières et enfin le 28 novembre 1904 de Nangis à Bray. Le tronçon de Nangis à Bray est achevé dès juillet 1902, mais s'arrête cependant au faubourg nord de Nangis car la société demande un « saut de mouton » pour franchir la ligne de Paris-Est à Mulhouse-Ville. Le pont fut construit seulement le 11 mai 1903.
À cause de l'affaissement des voies à certains endroits ainsi que des réticences de la compagnie de l'Est pour l'implantation de la gare de Saint-Siméon, l'ouverture de la section de Jouy à Saint-Siméon n'a lieu que le 23 mars 1903 avec beaucoup de retard.
La dernière partie du tronçon de Nangis à Bray ayant pris, elle aussi beaucoup de retard, la compagnie demanda, le 20 août 1904, l'autorisation de l'ouvrir de Nangis à Donnemarie-en-Montois mais le département refusa en raison des fortes dépenses liées à la mise en place du terminus provisoire. L'ouverture officielle eut lieu le 4 décembre 1904.
Dès sa mise en service, la ligne est desservie par trois allers-retours quotidiens. Cependant les convois, entièrement mixtes, ne parcourent pas la totalité de la ligne mais accomplissent des trajets par section, de Bray à Nangis, de Nangis à Saint-Siméon, de Saint-Siméon à Sablonnières, et cela sans aucune correspondance. Pour parcourir la ligne entière, il faut une journée entière en attendant jusqu'à quatre heures et demie dans les gares terminus.

#### Première Guerre mondiale

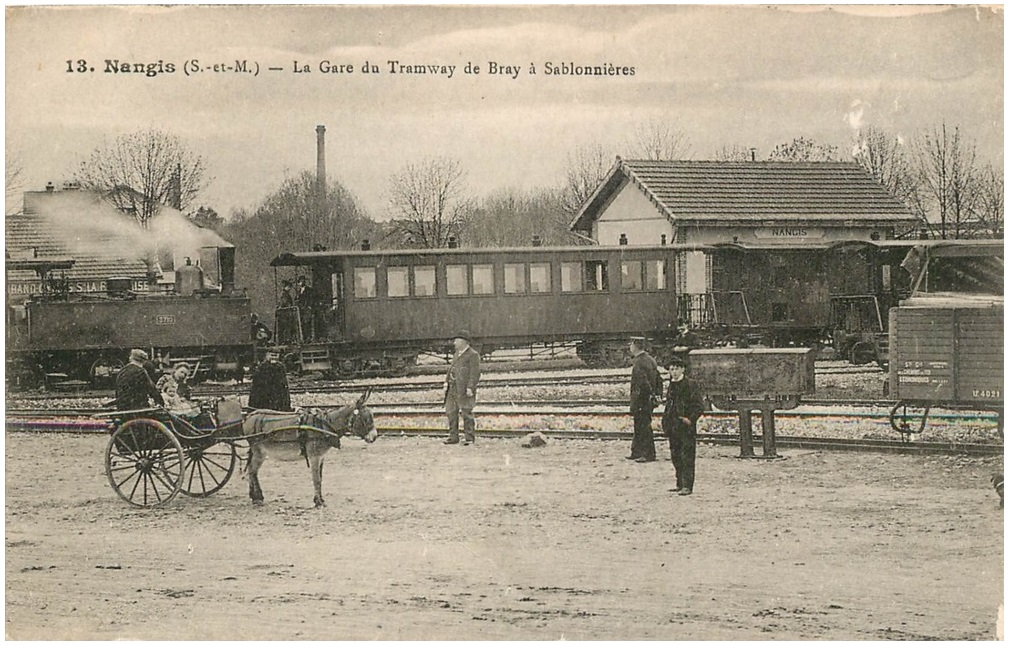
Gare tramway de Nangis vers 1907.

Lors de l'entrée en guerre, le tramway est utilisé par les réservistes pour rejoindre le corps auquel ils sont affectés. Le 8 août 1914, le service voyageurs est restreint à deux allers-retours par jour alors que plusieurs trains spéciaux sont mis en place pour le ravitaillement militaire.
Dans un premier temps, les trains transportent les personnes fuyant l'avancée de l'armée allemande, entre le 5 et le 22 septembre. Le service est ensuite suspendu à cause de cette avancée et de la désorganisation complète du réseau. Le 22 septembre, grâce aux cadres et aux agents restés sur place, une desserte squelettique constituée d'un unique aller-retour est créée entre Bray et Nangis puis, le 25, deux allers-retours sont rétablis sur l'ensemble de la ligne.
Jusqu'en mai 1918, en dépit du manque de wagons ainsi que de nombreuses réquisitions, la ligne participa aux efforts de guerre. Entre le 16 et le 28 août 1918, le tramway transporta 13 500 soldats et 14 000 tonnes de marchandises.
Entre le 2 juin et le 28 août 1918, la section de Sablonnières à Saint-Siméon fut exploitée par le détachement de la 10e section des chemins de fer de campagne afin d'assurer l'approvisionnement du front.
À la fin de la guerre, l'atelier de Jouy-le-Châtel remet le matériel en état de fonctionner. Le personnel démobilisé s’attèle à la réparation des voies et le tramway retrouve quelque peu son activité d'avant le conflit.

### Déclin

#### Concurrence de la route

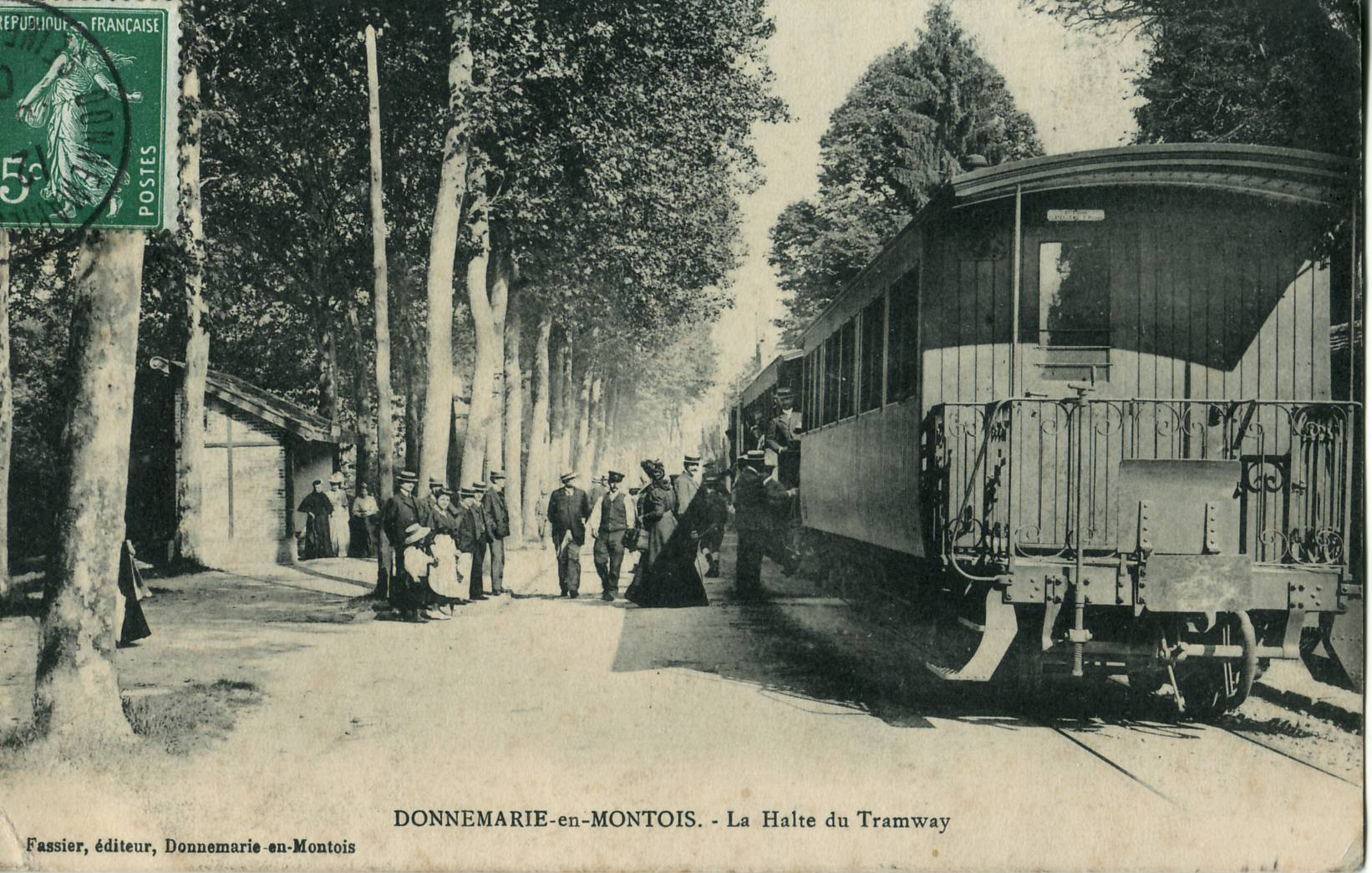
Halte de Donnemarie.

En 1920, la compagnie obtient du département des subventions pour l'achat de quatorze wagons provenant du surplus militaire. Cependant trois ans après, seuls deux des wagons sont prêts et la compagnie demande alors l'autorisation de commander trente autres wagons couverts. Les derniers sont livrés le 15 septembre 1924.
En 1927, les usagers, découragés par la lenteur des trains, la durée du trajet ainsi que les correspondances très mal organisées, commencent à déserter le tacot lui préférant la route.
La même année, il est décidé de maintenir les lignes de Verneuil à Melun et de Jouy-le-Châtel à Marles-en-Brie, contrairement à la ligne de Bray-sur-Seine à Sablonnières  convertie à la route aux environs de 1931.
Le tacot de Verneuil subit alors des travaux pour l'entretien du réseau.
En effet, en 1927 le conseil général, désirant lutter contre la concurrence routière et rendre le tramway plus efficace, doit faire face à la Compagnie Générale d'Entreprises Automobiles qui lance de nombreuses lignes d'autobus à travers le département dont les lignes de Nangis à Melun et de Coulommiers à Melun font dangereusement concurrence au tramway. De plus, dans les communes du parcours, on trouve des mécaniciens vendant et réparant des automobiles.

#### Fin de la ligne

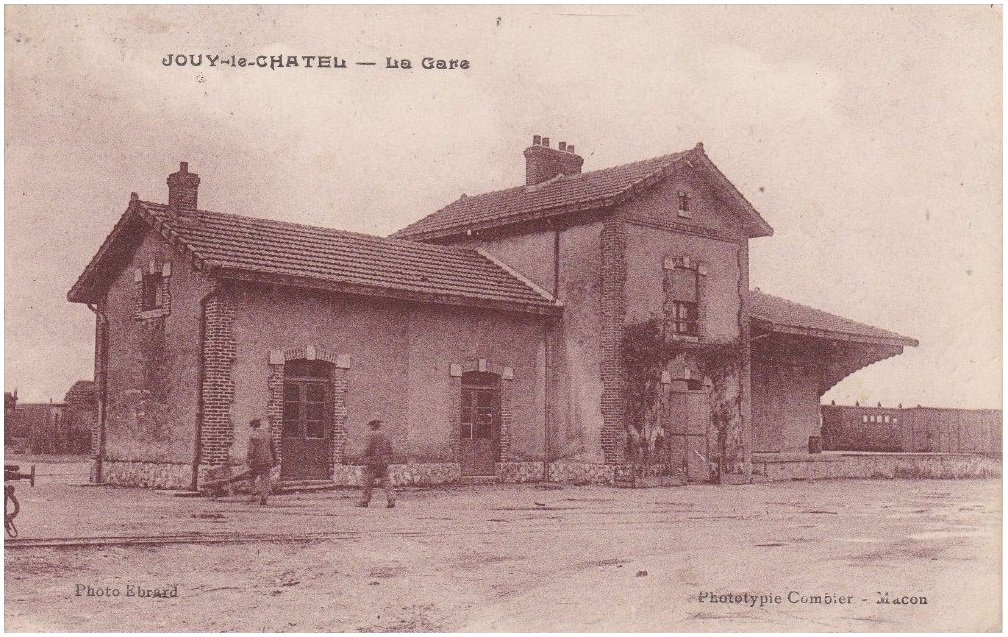
Gare de Jouy-le-Châtel au début du XXe siècle.

Le conseil général de Seine-et-Marne décide, face à cette chute de fréquentation, de fermer la ligne au trafic des voyageurs dès le 26 septembre 1933 ; la dernière desserte a lieu le 15 janvier 1934. Il ne circule plus alors qu'un train de marchandises aller-retour par jour ainsi que le service postal et des messageries assuré par trois draisines achetées en 1926, 1933 et 1934.
Cependant le 12 février 1938, le conseil municipal de Jouy-le-Châtel demande le maintien de la ligne au trafic de marchandises sur la totalité du parcours ainsi que la réouverture du trafic des voyageurs. Mais le département ordonne la fermeture de la ligne à tout trafic le 1er septembre 1938.

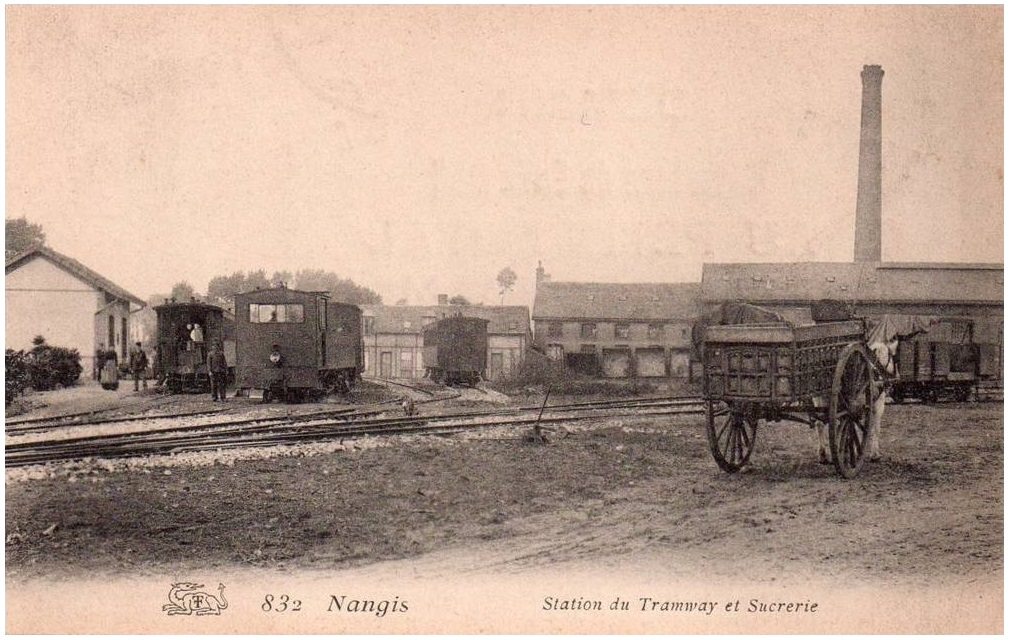
Station du tramway et sucrerie de Nangis

Le 14 juin 1940, un train de voyageurs circule pour transporter les évacués. Une section est rouverte au trafic de marchandises de Beton-Bazoches à Saint-Siméon avec un aller-retour par jour. De 1942 à 1948, le trafic voyageurs est de nouveau assuré entre Jouy-le-Châtel et Nangis à la suite de la suppression du service routier dû au manque de carburant. La section de Saint-Siméon à Sablonnières est cependant déferrée en 1943.
En 1950, le conseil général, constatant que la situation des transports routiers est de nouveau normale, décide de fermer l'ensemble du réseau et, par conséquent, ce qui reste du tramway de Sablonnières à Bray. La fermeture officielle de l'ensemble du réseau devient effective le 1er juillet 1950. Les voies sont maintenues jusqu'au déclassement des tronçons de Brays à l'embranchement de Rogervilliers et de Jouy à Beton le 2 mars 1952.
Cependant, contrairement aux autres lignes du réseau, un tronçon est conservé et reste en activité entre Rogenvilliers (hameau partagé entre Fontains et Rampillon) et entre Jouy-le-Châtel et l’embranchement de Gastins pour les besoins de la sucrerie de Nangis.
Ce service dure encore quinze ans avant de cesser le 31 janvier 1965, peu avant la mort de Jean Delmotte, directeur de la sucrerie de Nangis, survenue le 24 avril 1965 qui, attaché au chemin de fer, souhaita le maintien du rail. La sucrerie décide alors de faire appel à des camions pour son transport de betteraves.